# Intimidades de Shakespeare y Victor Hugo
Intimidades de Shakespeare y Victor Hugo è un documentario del 2008 diretto da Yulene Olaizola.